# West Cross

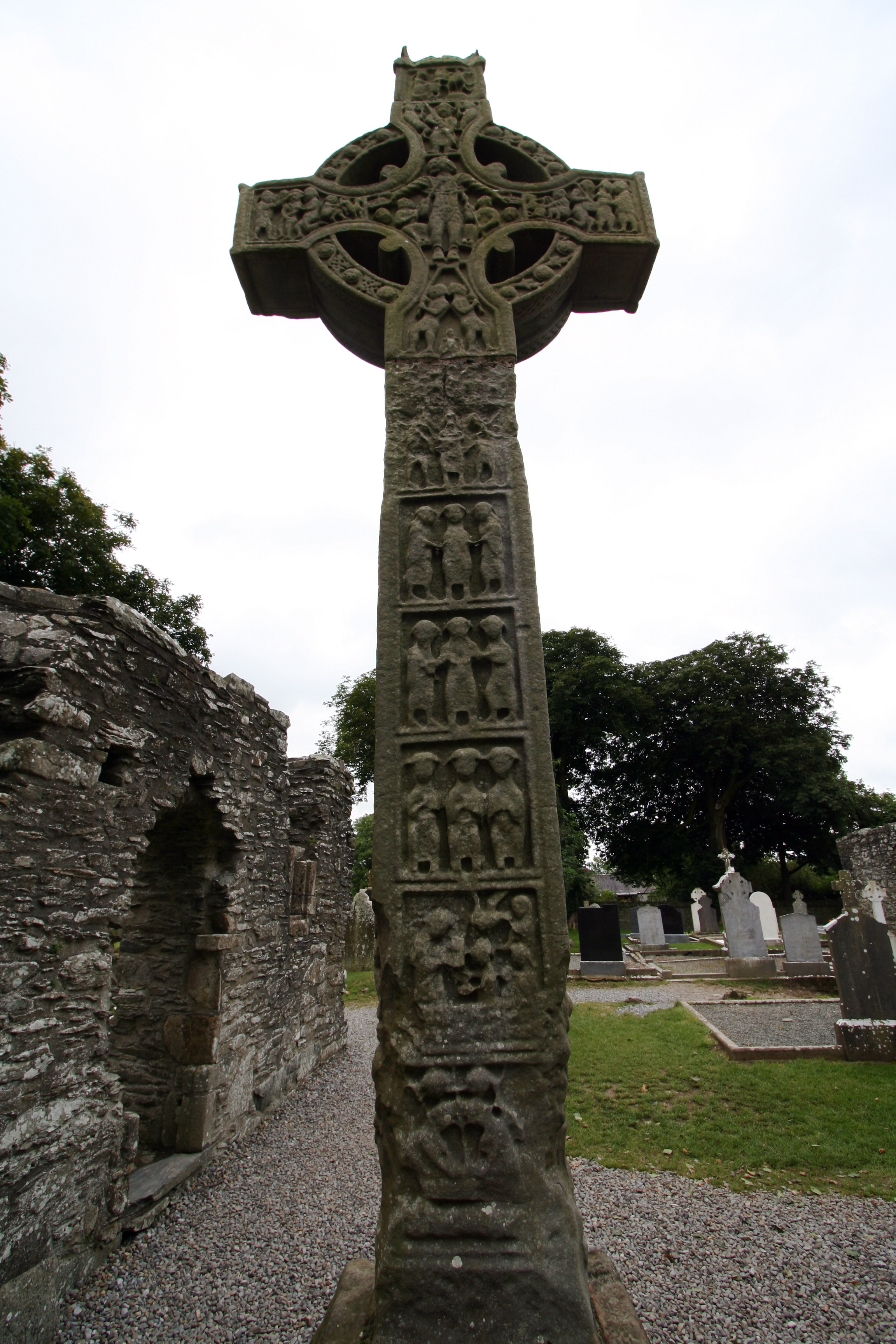
West cross cara oeste.

La West Cross o Tall Cross es una gran cruz Celta situada dentro del recinto de Monasterboice en el condado de Louth, en Irlanda.
Se trata de una gran cruz de 6.5 metros de altura situada al lado de la gran torre circular de treinta metros. 
Su estado de conservación es peor que la de su vecina cruz de Muiredach y sólo se pueden distinguir doce paneles con escenas. 

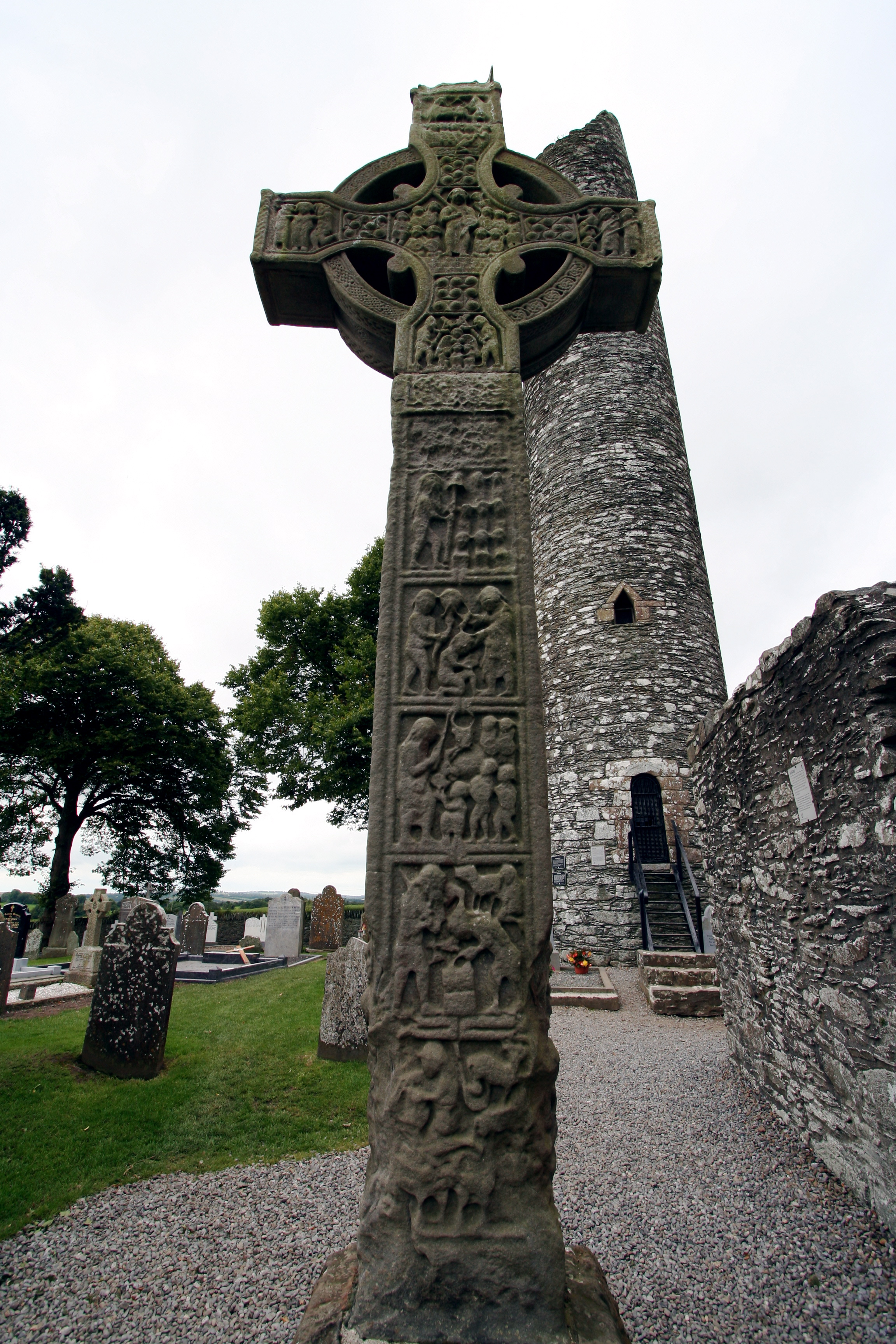
West cross cara este.

## Cara Este
En la cara este podemos ver a David matando a un león y un oso,David con la cabeza del gigante Goliat, el sacrificio de Isaac y David arrollado ante Samuel.

## Cara Oeste
En la cara oeste se puede distinguir las siguientes escenas: La resurrección de Cristo , la coranación de Cristo con la corona de espinas, la crucifixión, el Bautismo de Cristo, Pedro cortando la oreja a un soldado en el huerto de los olivos y el beso de traición de Judas.